# Pithomictus decoratus
Pithomictus decoratus là một loài bọ cánh cứng trong họ Cerambycidae.